# 6月28日
6月28日是阳历年中的第179天（闰年是180天），距一年的结束还有186天。

## 大事记

### 18世紀以前
- 192年：汉朝衰微，董卓旧部李傕、郭汜率兵十余万攻入长安，逐走吕布。
- 572年：倫巴第國王阿爾博因在拜占庭人煽動的政變中在維羅納被暗殺。
- 1098年：由法蘭克貴族組成的十字軍在長達半年多的軍事行動後攻下安條克。
- 1389年：奥斯曼帝国蘇丹穆拉德一世率领军队在科索沃战役中击败塞尔维亚贵族拉扎尔率领的联军，穆拉德和拉扎尔双双战死。
- 1519年：查理五世當選為新任神聖羅馬帝國皇帝。
- 1635年：瓜德羅普成為法國殖民地。
- 1651年：在赫梅利尼茨基起義期間，札波羅結哥薩克在別列斯特赫科戰役與波蘭立陶宛聯邦軍隊交戰。

### 18世紀
- 1762年：俄国彼得三世在宫廷政变中被妻子叶卡捷琳娜废黜。
- 1776年：美国杰斐逊起草的独立宣言草案经富兰克林与亚当斯修改后提交大陆会议。
- 1797年：法国占领希腊的爱奥尼亚群岛。

### 19世紀
- 1838年：英國維多利亞女王舉行加冕典禮。
- 1840年：第一次鸦片战争爆发。
- 1841年：清政府将林则徐遣戍新疆伊犁。
- 1861年：中國与俄国签订《中俄勘分东界约记》。
- 1880年：在維多利亞州格蘭羅恩（英语：Glenrowan, Victoria）的一場槍戰後，警方擒獲澳洲銀行搶劫犯及文化偶像奈德·凱利。
- 1881年：新西兰实行移民法，以限制日本移民。
- 1895年：薩爾瓦多、宏都拉斯、尼加拉瓜共組中美洲聯盟。

### 20世紀
- 1902年：美国国会通过了参议员斯普纳（英语：John Coit Spooner）的议案，决定开凿巴拿马运河。
- 1907年：永安百貨繼先施百貨後於中國開業的第二間華資百貨公司。
- 1914年：奥匈帝国皇储法兰兹·斐迪南大公夫妇在塞拉耶佛访问时遭到加夫里洛·普林齐普暗杀身亡。
- 1919年：各国代表在法国巴黎凡尔赛宫正式签署《凡尔赛条约》，协约国取得第一次世界大战胜利。
- 1926年：张作霖、吴佩孚在北京会晤，联合组建北京政府。
- 1928年：德国内阁重新改组社会民主党领袖赫爾曼·穆勒担任总理。
- 1934年：满洲国实行日满经济一体化。
- 1936年：日本在中國北方成立蒙疆聯合自治政府的傀儡政權。
- 1940年：羅馬尼亞割讓比薩拉比亞（現今的摩爾多瓦）給蘇聯。
- 1942年：第二次世界大戰：德意志国防军向苏联南方展开大规模攻势，试图占领高加索地区并推进至史达林格勒。
- 1946年：意大利废除了實施君主制的王國政權。
- 1950年：韓戰：韩国政府决定弃守首都汉城后，军方下令炸毁汉江大桥，朝鲜人民军成功占领汉城。
- 1950年：韓戰：南朝鮮軍隊開始保導聯盟大屠殺，草率處決了數以萬計被懷疑同情北朝鮮的人。
- 1951年：匈牙利人民共和國政府宣布大主教格罗斯·约瑟夫有阴谋颠覆政府罪。
- 1954年：中华人民共和国与印度共和國两国总理發表联合声明，提出了“互相尊重领土主权；互不侵犯；互不干涉内政；平等互利；和平共处”五项原则。
- 1956年：波兰波兹南的工人为争取更好的工作环境而展开大规模抗议游行活动，次日遭到军方与警方的强行镇压，导致至少53人死亡。
- 1958年：贝利率巴西足球队获得第六届世界杯冠军。
- 1961年：中共中央发出精减职工的通告。
- 1967年：以色列政府在六日战争结束后占领约旦管理的东耶路撒冷，从而统治耶路撒冷全部地区。
- 1969年：美国纽约市警察局警察在同性恋聚集的石墙酒吧突袭搜查，引发纽约同性恋和跨性别者的激烈反抗，后来成为全球同性恋权利争取运动的分水岭。
- 1971年：美国最高法院就阿里拒服兵役案（英语：Clay v. United States）做出裁决，所谓穆罕默德·阿里拒绝兵役的说法是没有根据的。
- 1976年：塞舌尔群岛独立。
- 1981年：伊朗德黑兰的伊斯蘭共和黨总部发生爆炸（英语：Hafte Tir bombing），70余人死亡。
- 1984年：苏联宇宙飞船“礼炮七号”同“宇宙1443号”轨道复合体实现对接。[1]
- 1991年：經濟互助委員會在布達佩斯正式宣佈解散。
- 1992年：為宣傳改革開放，在中共政府鄧小平曾經作南巡講話的深圳懸掛一幅鄧小平畫像。
- 1995年：花冈事件幸存者及死难者家属11人向东京地方法院提起诉讼，状告在日本入侵中国期间鹿岛建设公司虐待中国劳工。
- 1997年：广州地铁一号线首段（黄沙站－西朗站）开通。
- 1997年：中国国务院授权香港特区政府接收原殖民地政府的资产。
- 1997年：在美国的拉斯维加斯举行的世界拳击协会重量拳手争霸战上，当比赛进行到第三回合时，挑战者迈克·泰森因向卫冕者依凡德·何利菲德的耳朵狠咬一口而喪失比賽資格。

### 21世紀
- 2002年：香港金融管理局宣布重新發行十元港幣鈔票。
- 2004年：第28屆世界遺產大會在中國蘇州召开。
- 2004年：聯盟駐伊拉克臨時管理當局將伊拉克主權交還給伊拉克臨時政府。
- 2004年：愛沙尼亞、立陶宛、與斯洛維尼亞加入歐洲匯率機制。
- 2006年：黑山成為聯合國第192個成員國。
- 2008年：北京奧運會主場館鳥巢竣工完成。
- 2009年：宏都拉斯總統曼努埃爾·塞拉亞試圖以公投修改憲法後，軍方發起軍事政變強迫他下台。
- 2012年：「長者及合資格殘疾人士公共交通票價優惠計劃」第一階段實施，涵蓋範圍為港鐵一般路線。
- 2012年：纽约时报中文网上线，旨在向中国读者介绍《纽约时报》的优秀作品。[2]
- 2015年：「長者及合資格殘疾人士公共交通票價優惠計劃」的涵蓋範圍除港鐵、5間專利巴士、渡輪服務及407條(約81%)「綠色」專線小巴路線外，再增加多55條(約10%)「綠色」專線小巴路線。
- 2018年：上海徐汇区世界外国语小学门前发生持刀随机砍人事件。一名男子挥刀砍向3名男童和一名女性家长，其中2名男童伤重不治身亡。

## 出生
- 1243年：後深草天皇，日本第89代天皇（1304年逝世）
- 1491年：亨利八世，英格蘭國王（1547年逝世）
- 1644年：德川綱重，日本江戶時代初期大名（1678年逝世）
- 1577年：彼得·保罗·鲁本斯，佛兰德斯画家（1640年逝世）
- 1712年：卢梭，法國哲学家、作家、教育家、启蒙思想家（1778年逝世）
- 1796年：卡羅琳·阿瑪莉，丹麦王后（1881年逝世）
- 1824年：保羅·布羅卡，法國醫生、解剖學家、人類學家（1880年逝世）
- 1831年：姚阿幸·约瑟夫，匈牙利小提琴演奏家、作曲家、指挥家、音乐教育家（1907年逝世）
- 1835年：約翰·楊·布朗，美國政治家，肯塔基州第31任州長、聯邦眾議員（1904年逝世）
- 1867年：皮兰德娄，意大利戏剧家、小说家，1934年诺贝尔文学奖得主（1936年逝世）
- 1867年：小松吉久，日本政治人物、漢詩詩人、實業家（1943年後逝世）
- 1873年：亚历克西·卡雷尔，法国外科医学、生物学家，1912年诺贝尔生理学或医学奖得主（1944年逝世）
- 1875年：亨利·勒貝格，法國數學家（1941年逝世）
- 1876年：羅伯特·格林，法國記者，首任國際足球聯合會會長（1952年逝世）
- 1900年：吳濁流，台灣作家（1976年逝世）
- 1906年：瑪麗亞·格佩特-梅耶，德裔美國物理學家，1963年諾貝爾物理學獎得主（1972年逝世）
- 1909年：拉斐爾·蘇萬托，芬蘭天文學家（1940年逝世）
- 1912年：谢尔盖·切利比达奇，羅馬尼亞指揮家（1996年逝世）
- 1927年：田昭武，中國電化學家（2024年逝世）
- 1933年：鐵孟秋，臺灣男演員
- 1934年：卡爾·列文，美國密西根州聯邦參議員（2021年逝世）
- 1940年：卡巴星，馬來西亞资深國会议員、大律师（2014年逝世）
- 1943年：周慶峻，臺灣政治人物，中華愛國同心黨主席（2021年逝世）
- 1943年：克劳斯·冯·克利青，德國物理学家，1985年诺贝尔物理学奖得主
- 1945年：彼得·G·卡薩扎，美國數學家
- 1947年：羅賓·鄧巴，英國人類學家、演化心理學家
- 1948年：石川賢，日本漫畫家（2006年逝世）
- 1948年：肯尼斯·阿蘭·黎貝，美國數學家
- 1949年：唐·貝勒，美國職業棒球運動員（2017年逝世）
- 1956年：李來發，臺灣職業棒球運動員、教練（2024年逝世）
- 1958年：李逸洋，台湾政治人物，中华民国驻日本大使
- 1959年：梅拉爾達·瓦倫，英國藝術家、作家、詩人
- 1964年：扎丽哈·慕斯达法，马来西亚政治人物，马来西亚首位女性卫生部长
- 1968年：趙正平，臺灣藝人
- 1969年：桑迪亞加·烏諾，印尼企業家、投資家、政治人物
- 1969年：斯特凡纳·查普伊萨特，瑞士足球运动员
- 1971年：伊隆·馬斯克，美国企業家
- 1971年：藤原紀香，日本女演員、模特兒、電視藝人
- 1971年：木村亞希子，日本女性聲優
- 1971年：巴夫斯，法國足球运动员
- 1972年：亞歷桑德羅·尼沃拉，美國男演員、製片人
- 1973年：洪智敏，韓國女演員
- 1974年：水野美紀，日本女演員
- 1978年：河智苑，韓國女演員
- 1979年：歐萱，新加坡女演員
- 1981年：劉國勳，香港政界人物
- 1981年：，美國電影導演、製片人、編劇
- 1982年：馬麗，中國女演員
- 1982年：霍政諺，中國男演員
- 1982年：早坂瞳，日本AV女優
- 1982年：鄭糠雲，韓國男演員
- 1982年：伊拉克利·加里巴什維利，喬治亞政治人物、商人，現任喬治亞總理
- 1984年：喬杉，中國男演員
- 1986年：三森鈴子，日本女性聲優
- 1986年：胡靈，中國女歌手
- 1987年：工藤大輝，日本男子偶像團體Da-iCE成員
- 1988年：黃露瑤，台灣女藝人
- 1988年：林師傑，香港男歌手
- 1988年：近藤唯，日本女性聲優
- 1988年：分島花音，日本女歌手
- 1988年：朱千雪，香港法律界人士、女演員、主持人
- 1988年：李佳玲，台湾主播
- 1989年：Markiplier，美國Youtuber
- 1989年：張奕愷，新加坡男演員、模特兒
- 1990年：陳學冬，中國演員
- 1991年：蘇嘉豪，澳門前立法會議員
- 1991年：徐玄，韓國女子偶像團體少女時代成員
- 1991年：姜敏赫，韓國男子偶像樂團CNBLUE成員
- 1991年：凯文·德布劳内，比利時職業足球運動員
- 1992年：小原好美，日本女性聲優
- 1993年：鄭大賢，韓國男子偶像團體B.A.P成員
- 1993年：李泰利，韓國男演員
- 1994年：琳誼，台灣女歌手
- 1994年：侯赛因王子，约旦王儲
- 1994年：伊戈尔·博基，白俄罗斯游泳运动员
- 1997年：讓-菲利普·馬特塔，法國職業足球運動員
- 1998年：星宮一花，日本AV女優
- 1999年：馬爾凱塔·萬卓索娃，捷克職業網球運動員
- 2000年:  菅原由势，日本足球运动员
- 2001年：小花暖，日本AV女優
- 2002年：瑪莎·柯絲堤雅克，烏克蘭職業網球運動員

## 逝世
- 202年：袁紹，漢末三國時代軍閥，鄴侯，領冀州牧（154年出生）
- 548年：狄奧多拉皇后，拜占庭皇后（約490年出生）
- 572年：阿爾博因，倫巴底國王（生年不詳）
- 928年：瞎子路易，普罗旺斯国王、意大利國王、以及从901年至905年短时间里为神聖羅馬皇帝（约880年出生）
- 1194年：宋孝宗赵昚，南宋皇帝（1127年出生）
- 1598年：亞伯拉罕·奧特柳斯，布拉班特地圖學家、地理學家、宇宙學家（1527年出生）
- 1607年：多梅尼科·豐塔納，義大利建築師（1543年出生）
- 1716年：喬治·斐茲洛伊，英國貴族，第一代諾森伯蘭公爵（1665年出生）
- 1730年：白晉，法國耶穌會傳教士（1656年出生）
- 1821年：奧古斯特·弗里德里希·施威格，德國博物學家（1783年出生）
- 1836年：詹姆斯·麦迪逊，美国政治人物，第4任美国总统，《合众国宪章》和《权利法案》起草人之一（1751年出生）
- 1889年：瑪麗亞·米切爾，美國天文學家（1818年出生）
- 1914年：弗朗茨·斐迪南大公，奧匈帝國皇儲（1863年出生）
- 1940年：伊塔洛·巴爾博，義大利空軍元帥（1896年出生）
- 1942年：王鳳山，中國軍人，於抗日戰爭中陣亡（1904年出生）
- 1970年：何震，中華民國及中華人民共和國政治人物（1897年出生）
- 1974年：万尼瓦尔·布什，美國工程師、發明家（1890年出生）
- 1989年：尤里斯·伊文思，荷蘭電影導演，曾執導過中國抗日戰爭紀錄片《四萬萬人民》（1898年出生）
- 1992年：钱三强，中國物理学家（1913年出生）
- 1996年：關德興，香港著名電影演員（1905年出生）
- 2007年：宮澤喜一，日本政治人物，第78任日本首相（1919年出生）
- 2008年：露拉娜·科爾舒諾娃，哈薩克名模（1987年出生）
- 2010年，羅伯特·伯德，美國西維吉尼亞州資深參議員、參議院臨時議長（1917年出生）
- 2013年：蔡明耀，台灣政治人物，曾任高雄縣縣長（1949年出生）
- 2013年：季約-古亞（英语：Death of Sarah Guyard-Guillot），太陽劇團團員之一（1982年出生）
- 2020年：申纪兰，中国政治人物，第一至十三届全国人民代表大会代表（1929年出生）
- 2021年：勞倫·貝蘭特，美國學者、文化理論家、作者（1957年出生）
- 2022年：馬丁·班格曼，德國政治人物（1934年出生）
- 2024年：奧蘭多·塞佩沙，美國職業棒球運動員（1937年出生）
- 2024年：石晉華，臺灣當代藝術家（1964年出生）
- 2025年：陳雷，臺灣作家（1939年出生）
- 2025年：戴夫·帕克，美國職業棒球運動員（1951年出生）

## 节假日和习俗
- 乌克兰：憲法日
- 德国：豪華汽車Benz成立日
- 法國里昂：圣爱任纽节